# The Conquering Power
The Conquering Power is een Amerikaanse dramafilm uit 1921 onder regie van Rex Ingram. Het scenario is gebaseerd op de roman Eugénie Grandet (1833) van de Franse auteur Honoré de Balzac. Destijds werd de film in Nederland uitgebracht onder de titel De sterkste macht.

## Verhaal
Na de dood van zijn vader gaat Charles Grandet inwonen bij zijn vrekkige oom. Charles wordt verliefd op diens dochter Eugénie, maar hij wordt weggestuurd door zijn oom. Hij wil Eugénie graag uithuwelijken aan een rijke man.

## Rolverdeling
| Acteur            | Personage             |
| ----------------- | --------------------- |
| Alice Terry       | Eugénie Grandet       |
| Rudolph Valentino | Charles Grandet       |
| Ralph Lewis       | Vader Grandet         |
| Carrie Daumery    | Moeder Grandet        |
| Bridgetta Clark   | Mevrouw des Grassins  |
| Mark Fenton       | Mijnheer des Grassins |
| Ward Wing         | Adolphe des Grassins  |
| Eric Mayne        | Victor Grandet        |
| Edward Connelly   | Notaris Cruchot       |
| George Atkinson   | Bonfons Cruchot       |
| Willard Lee Hall  | Pastoor Cruchot       |
| Mary Hearn        | Nanon                 |
| Eugene Pouyet     | Cornoiller            |
| Andrée Tourneur   | Annette               |